# Межлаук, Иван Иванович
Ива́н Ива́нович Межлаук (латыш. Mežlauks Jānis; 30 сентября 1891, Харьков — 25 апреля 1938, Коммунарка (расстрельный полигон)) — советский партийный и государственный деятель, участник Октябрьской революции и Гражданской войны в России.

## Биография
И. И. Межлаук родился в дворянской семье выходца из Лифляндии, преподавателя по профессии, брат Валерия Межлаука, Мартына Межлаука и Валентина Межлаука.
В 1912 году окончил историко-филологический факультет Императорского харьковского университета, в 1916 — юридический факультет того же университета.
В 1917 году стал членом революционных Советов в Харькове и Брянске. В 1918 вступает в РКП(б). В январе-марте находился на должности комиссара юстиции и председателя Ревтрибунала в Харькове. С апреля военный комиссар Казанской губернии, секретарь Казанского Совета, член Казанского губкома партии. В июле один из руководителей в подавлении восстания левых эсеров в Казани. В 1919 работал членом коллегии Наркомпрода. В 1919—1920 руководил снабжением РККА, член РВС 4-й армии, а затем и 7-й армии РККА. В 1920 году был военкомом и комендантом Черноморского укрепрайона.
В 1921—1923 руководил Петровским металлургическим комбинатом в г. Енакиево, занимает пост председателя правления треста «Югосталь». в 1923—1924 был направлен в Среднюю Азию, руководил организацией хлопкового хозяйства, председатель «Туркхлопкома». С 19 ноября 1924 по 1925 годы — 1-й секретарь ЦК КП(б) Туркмении, член Среднеазиатского бюро ЦК ВКП(б).
В 1926—1930 на работе при ЦК ВКП(б). В 1928—1929 секретарь Тамбовского окружкома партии. В 1931—1936 заместитель управляющего делами СНК СССР. В 1936—1937 председатель Всесоюзного комитета по делам высшей школы при СНК СССР.
И. И. Межлаук неоднократно избирался членом ВЦИК, ЦИК СССР, членом Президиума Туркестанского ЦИК. С 1934 — член Комиссии советского контроля при СНК СССР.
Арестован 3 декабря 1937 года. 25 апреля 1938 года Военной коллегией Верховного Суда СССР приговорён к высшей мере наказания. В этот же день расстрелян. Место захоронения — полигон НКВД «Коммунарка». Посмертно реабилитирован ВКВС СССР  4 апреля 1956 года.

## Семья
1-й брак — Лидия Дмитриевна, урожд. Слугина (ум. в 1977). После развода вышла замуж за А.Х. Артузова.
2-й брак — Юлия Ивановна, урожд. Боброва (1913 – после 1956). В 1938–1945 годы она как член семьи изменника родины отбывала наказание в Карагандинском ИТЛ (АЛЖИР).